# Вулфхилд от Норвегия
Вулфхилд Норвежка (на шведски: Wulfhild, Ulfhild Olofsdotter av Norge, * 1020 † 24 май 1071) от династията Инглинги, е принцеса от Норвегия и чрез женитба херцогиня на Саксония.

## Произход
Тя е дъщеря на норвежкия крал Свети Олав II (995 – 1030), и на съпругата му принцеса Астрид Олофсдотер от Швеция († 1035).

## Фамилия
Вулфхилд се омъжва на 10 ноември 1042 г. за Ордулф, наричан и Ото († 28 март 1072) от род Билунги, херцог на Саксония от 1059 до 1072 г. Те имат един син:
- Магнус (* 1045, † 23 август 1106), херцог на Саксония

След смъртта ѝ нейният съпруг се жени втори път за Гертруда от Халденслебен.